# Abraão Ben Isaac Izahalon
Abraão Ben Isaac Izahalon (Espanha, Século XVI) foi um rabino espanhol do século XVI. Escreveu várias obras sendo três dessas obras impressas na cidade de Veneza, Itália em 1595.

## Obras editadas em Itália
- “A mão dos diligentes”,6666"
- “A medicina da alma”
- “A saúde de Deus”.